# Гуммо
«Гуммо» (англ. Gummo) — американский фильм 1997 года. Режиссёрский дебют сценариста Хармони Корина. Фильм представляет собой серию, казалось бы, бессвязных историй о безнадёжной и развращённой жизни маленького городка Зиния в штате Огайо после разрушительного торнадо. В фильме снимались Джейкоб Рейнолдс, Ник Саттон, Хлоя Севиньи, Джейкоб Сьюэлл, Линда Манс, Макс Перлих и др.
Фильм был снят в Нэшвилле, штат Теннесси, с предполагаемым бюджетом в $1,3 млн. Он не выходил в широкий прокат, из-за чего не смог получить больших кассовых сборов. Фильм получил смешанные и отрицательные отзывы критиков и подвергся общественному осуждению за свое неприемлемое содержание и нелинейное повествование.

## Сюжет
Действие фильма происходит в Зинии, штат Огайо — небольшом городке, пострадавшем от торнадо в 1974 году. Фильм показывает город как место различных странных и несколько тревожных событий. В центре повествования главных героев, которые проводят своё свободное время довольно странно — с ноткой вандализма, также вкратце представляются другие жители города.
Фильм начинается с рассказа парня по имени Соломон о событиях торнадо, на фоне тревожных образов домашнего видео — главным образом показывающего горожан. После повествования, сцены монтажа мальчика, известного как Bunny Boy (мальчик-кролик), который одет только в розовые кроличьи уши, шорты и теннисные туфли, сидящего на мосту во время дождя.
Следующая сцена начинается с утопления в бочке с водой кошки "мальчиком-кроликом". Далее сцена с другим подростком, Таммлером, сидящем в брошенном автомобиле с девушкой. Они ласкают друг друга, и Таммлер обнаруживает в одной из грудей девушки шишку.
Таммлер и Соломон едут с горы на велосипедах. Рассказчик представляет Таммлера как «прекрасную персону», которого некоторые называют «отродьем зла». Позднее Таммлер целится из пневматической винтовки в кошку. Его друг Соломон отбирает у него винтовку, уверяя, что кошка домашняя. Они уходят, и камера следует за кошкой к дому её владельцев. Кошка принадлежит трём сёстрам, две из которых отроковицы лет семнадцати и третья девочка лет семи.
Действие возвращается к Таммлеру и Соломону; мальчики охотятся за дикими кошками, а потом продают их бакалейщику, который отдаёт кошек мяснику и продаёт их мясо в местном ресторане. Бакалейщик говорит подросткам, что у них появился соперник по «кошачьему бизнесу», затем мальчики покупают у него клей, который впоследствии нюхают.
Следующая сцена показывает двух мальчиков в костюмах ковбоев, рвущих и ломающих вещи на свалке. Туда приходит мальчик в костюме зайца, и они играют в расстрел: "заяц" притворяется убитым, а "ковбои" обыскивают его карманы в поисках денег и затем выбрасывают один из его ботинок. Потом ковбоям становится скучно и они уходят, оставляя зайца лежать на земле.
Таммлер и Соломон отслеживают соперника-браконьера по имени Джаррод Уиггли, который, как оказалось, не отстреливает кошек, а травит их. Тогда мальчики врываются в его дом и находят там странные фотографии в обкуренном виде и его пожилую бабушку, подключенную к аппарату искусственного поддержания жизни. Мальчик-браконьер вынужден заботиться о бабушке, но ему это кажется отвратительным, как было сказано ранее. Таммлер проявляет знаки внимания сопернику-браконьеру, и отключает бабушку от аппарата, объясняя это тем, что «она уже мертва внутри».
Далее следует ряд других сцен, в том числе: посиделки пьяниц, которые флиртуют с женой карлика и разбивают стулья; Соломон и Таммлер приходят в квартиру с мужем-сутенёром и женой-проституткой, больной синдромом Дауна, три сестры сталкиваются с сексуально озабоченным мужчиной, который пытается их подвезти; пара подростков-скаутов ходят по домам жителей и продают шоколад, а деньги забирают себе; краткая беседа сестёр с теннисистом, который играя борется с СДВГ; длинная сцена с участием Соломона, купающегося в ванной; шуточная борьба двух молодых братьев-качков у себя дома; несколько коротких сцен, описывающих сатанические ритуалы, расистские разговоры и несколько сцен, показывающих ужасную гигиену в городе.
Финальная сцена в фильме озвучивается песней Роя Орбисона «Crying», которая ранее была упомянута Таммлером, как песня, которую его старший брат собирается петь (брат в конце концов уехал в «большой Город» и бросил его). Затем Соломона и Таммлера стреляющих в кошку соседских сестёр, сцена обрывается на другую, где мальчик в костюме зайца целуется с девушками в бассейне. Финальная сцена показывает, как мальчик-зайчик бежит к камере с телом высушенного кота в руке и показывает его. Фильм заканчивается тем, что девочка, сбрившая ранее брови, сидит в кровати со своей сестрой и поёт песню «Jesus Loves Me» перед своими родителями. Кадр уходит в затемнение, так как девочкам нужно ложиться спать.

## В ролях
- Джейкоб Сьюэлл — мальчик в костюме зайца
- Ник Саттон — Таммлер
- Джейкоб Рейнолдс — Соломон
- Хлоя Севиньи —  Дот
- Хармони Корин —  мальчик на диване
- Макс Перлих —  Кол
- Линда Манц —  мать Соломона
- Марк Гонзалес —  председатель Рестлер
- Лара Тош —  девушка в машине
- Роуз Шепард —  женщина в постели
- Джеймс Дэвид Гласс —  отец Таммлера
- Билл Эванс[уточнить] —  лысый мужчина
- Джеффри Бэйкер —  Терри

## Награды и номинации
- 1997 — приз ФИПРЕССИ (почётное упоминание) Венецианского кинофестиваля
- 1998 — KNF Award Роттердамского кинофестиваля

## Саундтрек
В фильме задействованы песни жанров хэви-метал, хардкор-панк, блэк-метал, дэт-метал, пауэрвайоленс, грайндкор, стоунер-метал и сладж-метал. Музыка в фильме так же включает в себя несколько треков из жанров индастриал-метал, дарк-эмбиент, драм-н-бейс, Bluegrass, классической музыки, выборочно из фолк музыки, и сокращённый вариант Burzum’а — «Rundgang Um Die Transzendentale Säule Der Singularität».

### Список композиций
1. Absu — «The Gold Torques Of Ulaid»
2. Eyehategod — «Serving Time In The Middle Of Nowhere»
3. Electric Hellfire Club — «D.W.S.O.B (Devil Worshipping Son Of a Bitch)»
4. Spazz — «Gummo Love Theme»
5. Bethlehem — «Schuld Uns’res Knoch’rigen Faltpferd»
6. Burzum — «Rundgang Um Die Transzendentale Säule Der Singularität»
7. Bathory — «Equimanthorn»
8. Dark Noerd — «Smokin' Husks»
9. Sleep — «Dragonaut»
10. Brujeria — «Matando Gueros 97»
11. Namanax — «The Medicined Man»
12. Nifelheim — «Hellish Blasphemy»
13. Mortician — «Skin Peeler»
14. Mystifier — «Give The Human Devil His Due»
15. Destroy All Monsters — «Mom’s And Dad’s Pussy»
16. Bethlehem — «Verschleierte Irreligiosität»
17. Mischa Maisky — «Suite No.2 For Solo Cello In D Minor Prelude»
18. Sleep — «Some Grass»
19. Rose Shepherd & Ellen M. Smith — «Jesus Loves Me»

### Другие песни
- Burzum — «Rite Of Cleansure»
- Almeda Riddle — «My Little Rooster»
- Buddy Holly — «Everyday»
- Madonna — «Like a Prayer»
- Brighter Death Now — «Little Baby»
- Roy Orbison — «Crying»